# Mario Gila Fuentes
Mario Gila Fuentes (Santa Perpètua de Mogoda, Vallès Occidental, 29 d'agost de 2000) és un futbolista català que juga com a defensa a la Società Sportiva Lazio de la Sèrie A d'Itàlia.

## Trajectòria
Gila es va iniciar als nou anys en el Unificació Club de Futbol Santa Perpètua al 2009, on va romandre fins a 2013. D'allí va fer un periple per diferents clubs catalans fins a recalar en les categories formatives del Real Club Esportiu Espanyol el 2017. En la disciplina «perica» va formar part de l'equip juvenil en la temporada 2017-18.
Al 2018 es va incorporar a les categories inferiors del Reial Madrid. Va formar part de l'equip juvenil, abans d'incorporar-se a l'equip filial al 2019. Les seves bones actuacions li van valer per a ser convocat com a internacional sub-19 amb Espanya. Un dels seus principals assoliments va ser la seva participació en la Lliga de Campions juvenil en el curs 2018-19, on va jugar tres partits com a titular, en els quals va marcar una gol, la seva primera diana en competició internacional UEFA.
A poc a poc va anar progressant fins a convertir-se en el pilar de la saga madridista entrenada per Raúl González i va suscitar l'interès de diversos clubs europeus, arribant a rebutjar una oferta de la Unione Sportiva Sassuolo Calci de la Sèrie A d'Itàlia.
El dia 30 d'abril de 2022, Gila va fer el seu debut oficial al primer equip del Reial Madrid, en reemplaçar a Eduardo Camavinga al minut 75 de partit disputat davant el Real Club Esportiu Espanyol. Corresponent a la jornada 34 del Campionat de Lliga, la victòria per 4-0 va significar la proclamació del club com a campió del torneig. Va disputar també els minuts finals de la trobada davant del Llevant Unió Esportiva de l'avantpenúltima jornada que va finalitzar amb victòria per 6-0.
El 5 de juliol de 2022 va signar per la Società Sportiva Lazio de la Sèrie A d'Itàlia per cinc temporades.

## Palmarès

### Campionats estatals
| Títol              | Club            | Any  |
| ------------------ | --------------- | ---- |
| Campionat de Lliga | Reial Madrid CF | 2022 |